# تپه قلا
تپه قلا مربوط به هزاره چهارم (پیش از میلاد) است و در شهرستان دهلران، بخش موسیان، ۵ کیلومتری جنوب شرقی شهر موسیان واقع شده و این اثر در تاریخ ۳۰ دی ۱۳۸۵ با شمارهٔ ثبت ۱۶۹۲۵ به عنوان یکی از آثار ملی ایران به ثبت رسیده است.